# Ruta 403 (Costa Rica)
La Ruta 403, oficialmente Ruta Nacional Terciaria 403, es una ruta nacional de Costa Rica ubicada en la provincia de Cartago.

## Descripción
En la provincia de Cartago, la ruta atraviesa el cantón de Alvarado (el distrito de Cervantes).